# Albin Vega

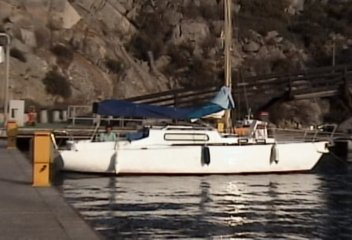
Una Vega a Santa Teresa Gallura

La Albin Vega (in Italia chiamata anche Larsson Vega) è una barca a vela armata a sloop, progettata e costruita in Svezia dai cantieri Albin Marin AB a partire dagli anni sessanta, in una serie di varianti comprese nella Classe Vega. È un cabinato con angolo cottura, bagno e 4 posti letto singoli.
La Vega è costruita da un unico stampo di vetroresina, con interni e paratie in legno, mentre albero e boma sono di alluminio anodizzato. È considerata una barca per qualsiasi tempo: grazie alla sua stabilità ed affidabilità è adatta con qualsiasi tipo di vento, sia per la navigazione litoranea che d'altura. Deve a questa versatilità il suo successo nella categoria delle piccole imbarcazioni da diporto in Europa. La velocità di crociera a motore è di 6,5 nodi, mentre può raggiungere i 10 nodi a vela.

## Storia
Per Brohall, progettista svedese del fortunato Viggen, ricevette una commissione nel 1964 da Lars Larsson, proprietario della Larrson Trade AB (diventata nel 1972 Albin Marin AB), per progettare una versione ingrandita dello stesso Viggen, dove collocare i motori Albin. Il prototipo di legno fu varato il 29 luglio 1965 e dopo severi test entrò in produzione. I risultati furono così favorevoli che la forma dello stampo venne ottenuta direttamente dal guscio del prototipo.
Il motore originale da 5 cavalli fu sostituito da un Albin più potente a benzina, e successivamente nel 1971/1972 dal ben noto motore diesel Volvo Penta MD6A e nel 1976 per un breve periodo dal MD6B, per arrivare nel 1977/1978 al 13 cavalli MD7A. Sempre nel 1977/1978 furono effettuate alcune modifiche interne che portarono ad un leggero aumento di peso e di larghezza.
Nel 1979 la produzione del Vega si è fermata dopo aver raggiunto i 3450 esemplari, venduti, oltre naturalmente che nei quattro paesi scandinavi, anche in svariate centinaia negli USA, in Germania, Paesi Bassi, Gran Bretagna, Svizzera, Canada, Belgio, Francia e Italia, arrivando fino in Groenlandia, Iran e Hawaii. La Albin Marin AB fu ripetutamente rilevata e chiuse pochi anni dopo, lasciando il ricordo della fabbrica di Kristinehamn, al tempo una delle più grandi al mondo.

## Caratteristiche tecniche
- Lunghezza totale (LOA) = 8,25 m - 27'1" piedi
- Lunghezza al galleggiamento (LWL) = 7,20 m - 23'2" piedi
- Larghezza = 2,46 m - 8'1" piedi
- Pescaggio = 1,17 m - 3'10" piedi
- Peso = 2300 kg - 5700 libbre
- Bulbo-Zavorra= 915 kg - 2020 libbre
- Superficie velica = 31,7 m²